# 山口綺羅
山口 綺羅（やまぐち きら、2004年1月20日 - ）は、日本のアーティスト、女優、歌手、ダンサー。
Girls2のメンバー。長崎県長崎市出身。妹は茅本梨々華。

## 来歴
2017年、EXPG内のパフォーマンスグループ・KIZZYに選抜される。
2018年、LDH JAPAN主催のTHE GIRLS AUDITION俳優部門で合格。
2019年4月から、ガールズ×戦士シリーズ第3作となる『ひみつ×戦士 ファントミラージュ!』に明日海サキ / ファントミスペード役で出演するとともに、同番組から派生したユニット・mirage²のメンバーとして活動しリーダーを務めていた。
2020年4月より『おはスタ』のおはガールに新メンバーとして追加加入し、増田來亜と共に火曜日担当となる。同時に「おはガール from Girls²」に参加した。またおはスタ内で放送され、Girls²全員が本人役で声優を務めたアニメ、「ガル学〜聖ガールズスクエア学院〜」(山口綺羅はキラ役)その続編としてテレビ東京系にて放送された実写化ドラマ「ガル学〜ガールズガーデン〜」でもGirls²が本人役を務めた。(山口綺羅はキラ役)、「ガル学。」から派生したユニット、south²のメンバーとなる。
2021年4月からの『おはスタ』のレギュラー担当日は、前年と同じく火曜日となる。同年、7月より開始したドラマガル学。〜ガールズガーデン〜にキラ役として出演している。10月1日、菱田未渚美、原田都愛、石井蘭とともにおはガールを卒業した。後のおはガールは後輩グループ、 Lucky²にバトンタッチした。
2022年4月からは日本テレビの朝の情報番組「ZIP!」のコーナー、キテルネ！でリポーターを務めている。
2022年8月4日　新番組「この恋イタすぎました」放送。

## 人物
Girls²公式サイトからの引用
- EXPG STUDIO FUKUOKA 出身
- 趣味：お買い物、カフェ、⾷巡り、美容研究、写真を撮る事、映画鑑賞、(ショッピング)
- 特技：ダンス、メイク、(写真を撮ること)
- 好きな食べ物：苺、お肉、チーズ、チーズケーキ
- 好きな飲み物：ココア、紅茶
- 好きな色：白色、黒色、ピンクベージュ
- 好きなスポーツ：バスケ
- 好きな映画：「ココ・シャネル」、「フォルトゥナの瞳」、「スーパーモデル・ミーレボリューション」
- 好きな本:「星の王⼦さま」、「20代で得た知⾒」
- 好きな曲：ナミオカコウタロウ｢星を⾒にいこうぜ｣、⻄野カナ｢Alright｣｢HAPPY HAPPY｣、ちゃんみな｢TOKYO 4AM｣、KAHOH｢CHERRY｣、⼤橋ちっぽけ ｢アイラブユーにはアイラブユー｣
- 好きなYouTuber/インフルエンサー:てりやきチャンネル、ちいぽぽさん、ユ・ヘウォンさん
- 好きな絵⽂字：🤩✊🏻💞🌟😭
- 好きな動物：ハムスター、ネコ
- 好きなファッション：ガーリー系、⽢すぎない⼤⼈っぽコーデ、フェミニン
- 憧れの⼈：佐藤晴美さん
- 座右の銘：「翼を持たずに⽣まれてきたのなら、 翼を⽣やすために、 どんな障害も乗り越えなさい」
- 死ぬまでにやってみたいこと：バンジージャンプ
- アーティストでなかったらやってみたい職業：保育士、美容関係のお仕事

## 出演

### テレビドラマ
- ガールズ×戦士シリーズ（テレビ東京）
  - ひみつ×戦士 ファントミラージュ!（2019年4月7日 - 2020年6月28日） - 明日海サキ / ファントミスペード 役
  - ポリス×戦士 ラブパトリーナ! 第10話・第43話（2020年9月27日・2021年5月23日) 明日海サキ / ファントミスペード 役
- ガル学～ガールズガーデン～（2021年7月7日 - 9月29日､  テレビ東京） - キラ 役
- IDOLS 〜Screen Test〜（2022年1月24日 - 3月28日、KBC九州朝日放送）
- 沼る。港区女子高生（2023年2月25日 - 3月25日、日本テレビ） - 川久保彩 役[3][4]

### 配信ドラマ
- 沼る。港区女子高生 特別版 放課後編（2023年2月14日 - 18日、TVer） - 川久保彩 役[5]

### テレビ番組
- おはスタ（2020年4月7日 - 2021年10月1日、テレビ東京） - 火曜おはガール
- スマイルスタジアムNST（2020年2月15日・2021年4月10日、NST新潟総合テレビ）
- ガチャムク（2020年7月5日 - 2023年3月25日、BSフジ） - 「キラ」として出演
- ZIP!（2022年4月 - 、日本テレビ） - 「キテルネ！」VTRコーナー出演
- バリはやッ!ZIP!（福岡放送）
- この恋イタすぎました（2022年8月11日、日本テレビ） - 橋本マナミ 役

### 映画
- 私がモテてどうすんだ（2020年7月10日）
- 劇場版 ひみつ×戦士 ファントミラージュ! 〜映画になってちょーだいします〜（2020年7月23日） -  明日海サキ / ファントミスペード 役
- 劇場版 ポリス×戦士 ラブパトリーナ! ～怪盗からの挑戦！ ラブでパパッとタイホせよ！～（2021年5月21日） - 明日海サキ / ファントミスペード 役

### テレビアニメ
- キラッとプリ☆チャン 第68話（2019年7月28日、テレビ東京） - 明日海サキ / ファントミスペード 役
- ガル学。〜聖ガールズスクエア学院〜（2020年4月 - 2021年3月、テレビ東京） - キラ 役

### ラジオ
- Girls²のがるがるトーク! （2021年7月3日-、文化放送）

### ゲスト出演MV
- GENERATIONS from EXILE TRIBE「Y.M.C.A.」（2017年）

### 舞台
- IDOLS～夢のシークエンス～（2023年8月25日 - 26日、品川インターシティホール） - 山口綺羅/よる子 役[6]
- BOOK ACT Z 2025「芸人交換日記」（2025年5月10日 - 13日、ヒューリックホール東京）[7]